# Cyclocross Ruddervoorde 2013
De 26e editie van de Cyclocross Ruddervoorde in Ruddervoorde werd gehouden op 27 oktober 2013. De wedstrijd maakte deel uit van de Superprestige veldrijden 2013-2014. De titelverdediger was de Belg Sven Nys. Die werd dit jaar tweede na zijn landgenoot Klaas Vantornout.

## Mannen elite

### Uitslag
| Plaats | Naam                | Ploeg                     | Tijd     |
| ------ | ------------------- | ------------------------- | -------- |
| 1      | Klaas Vantornout    | Sunweb-Napoleon Games     | 1u00'30" |
| 2      | Sven Nys            | Crelan-Euphony            | + 7"     |
| 3      | Tom Meeusen         | Telenet-Fidea             | + 11"    |
| 4      | Lars van der Haar   | Rabobank Development Team | + 31"    |
| 5      | Niels Albert        | BKCP-Powerplus            | + 42"    |
| 6      | Bart Aernouts       | AA Drink                  | + 45"    |
| 7      | Thijs van Amerongen | AA Drink                  | + 47"    |
| 8      | Rob Peeters         | Telenet-Fidea             | + 1'02"  |
| 9      | Marcel Meisen       | KwadrO-Stannah            | + 1'16"  |
| 10     | Kevin Pauwels       | Sunweb-Napoleon Games     | + 1'21"  |
| 11     | 0                   |                           |          |
| 12     | 0                   |                           |          |
| 13     | 0                   |                           |          |
| 14     | 0                   |                           |          |
| 15     | 0                   |                           |          |

| Pos. | Punten |
| ---- | ------ |
| 1    | 80     |
| 2    | 60     |
| 3    | 40     |
| 4    | 30     |
| 5    | 25     |
| 6    | 20     |
| 7    | 17     |
| 8    | 15     |
| 9    | 12     |
| 10   | 10     |
| 11   | 8      |
| 12   | 5      |
| 13   | 4      |
| 14   | 2      |
| 15   | 1      |

1988 · 
1989 · 
1990 · 
1991 · 
1992 · 
1993 · 
1994 ·
1995 ·
1996 · 
1997 · 
1998 ·
1998 · 
1999 · 
2000 · 
2001 · 
2002 · 
2003 ·
2004 · 
2005 · 
2006 · 
2007 · 
2008 · 
2009 ·
2010 · 
2011 · 
2012 · 
2013 · 
2014 · 
2015 · 
2016 · 
2017 · 
2018 · 
2019 · 
2020 · 
2021 · 
2022 · 
2023 ·
2024
 Cyclocross Ruddervoorde · 
 Cyclocross Zonhoven · 
 Bollekescross · 
 Cyclocross Asper-Gavere · 
 Cyclocross Gieten · 
 Cyclocross Diegem · 
 Vlaamse Aardbeiencross · 
 Noordzeecross